# Tangaloa 'Eitumātupu'a
Según la mitología tongana, Tangaloa 'Eitumātupu'a es hijo de Tangaloa  'Eiki (Señor Tangaloa en tongano), dios de los cielos, y hermano de los dioses Tangaloa Tamapo'uli'alamafoa, Tangaloa 'Atulongolongo y Tangaloa Tufunga. Según la mitología samoana, este dios de los cielos se le conoce como Tangaloa fantasma y acertijo ya que un eitu o aitu es un dios de segundo rango de naturaleza algo malévola.

## Historia
Un gran toa (árbol casuarináceo en tongano) que se elevaba hacia el cielo crecía en la isla de To'onangakava, entre Mata'aho y Talakite. Tangaloa 'Eitumātupu'a bajó del cielo y vio a una hermosa mujer marisqueando. Su nombre era 'Ilaheva, también conocida como Va'epopua por el pueblo de donde venía. Convivieron juntos y el dios volvió a subir. Regresó y yacieron repetidas veces. Un día se quedaron dormidos y una golondrina que pasaba volando los vio y los despertó. Por eso una isla se llama Tala-kite (golondrina-mira) y la otra Mata'aho (Ojo del día).
'Ilaheva dio a luz a un niño dándole su padre el nombre de 'Aho'eitu (el día ha amanecido). La mujer advirtió al 'Eitumātupu'a que su entorno era muy arenoso, a lo que el dios lanzó arcilla desde el cielo para que su hijo pudiera cultivar. Se crearía de esta manera el monte Holohi'ufi (vierte el ñame) donde cultivó el heketala (literalmente la golondrina escurridiza, un tipo de ñame). Tras esto, Tangaloa 'Eitumātupu'a nunca más regresó.
'Aho'eitu creció y trató de conocer a su padre. 'Ilaheva, su madre, terminó contándole la verdad dejándole escalar el toa gigante de To'onangakava. Una vez en el cielo se encontró con su padre y descubrió que tenía hermanastros, a quienes no les caía bien y por ello le asesinaron, pero su padre le resucitó. Tras esto le mandó volver a la Tierra para convertirse en el primer Tu'i Tonga de ascendencia divina para expulsar a los descendientes de los gusanos Kohai, Koau y Momo.  Como castigo al asesinato de sus hermanastros, si querían bajar a la Tierra vivirían como siervos de 'Aho'eitu.